# Giorgio Gorla
Giorgio Gorla, född den 7 augusti 1944 i Orta San Giulio, är en italiensk seglare.
Han tog OS-brons i starbåt i samband med de olympiska seglingstävlingarna 1984 i Los Angeles.